# Höja (plaats)
Höja is een plaats in de gemeente Ängelholm in Skåne de zuidelijkste provincie van Zweden. De plaats heeft 200 inwoners (2005) en een oppervlakte van 23 hectare.